# Melanie Bross
Melanie Bross (Heesch, 21 april 1997) is een Nederlandse voetbalster die als linkervleugelverdediger uitkomt voor PSV in de Vrouwen Eredivisie.

## Clubcarrière
Bross begon met voetballen bij HVCH in haar woonplaats Heesch. Haar eredivisiedebuut maakte ze in het seizoen 2016/17 bij Achilles '29. Na twee seizoenen maakte ze de overstap naar sc Heerenveen. Bij Heerenveen werd ze van linksbuiten omgevormd tot linkervleugelverdediger. In de zomer van 2020 tekende ze bij PSV, aanvankelijk voor één seizoen. Haar contract met PSV omvat inmiddels vijf seizoenen. In het seizoen 2020/21 veroverde Bross met PSV de KNVB Beker. Haar contract werd op 19 december 2024 nogmaals verlengd tot medio 2027.

### Statistieken
| Seizoen        | Club           | Land           | Competitie         | Competitie | Competitie | Beker | Beker | Internationaal | Internationaal | Totaal | Totaal |
| Seizoen        | Club           | Land           | Competitie         | Wed        | Dlp.       | Wed.  | Dlp.  | Wed            | Dlp.           | Wed.   | Dlp.   |
| -------------- | -------------- | -------------- | ------------------ | ---------- | ---------- | ----- | ----- | -------------- | -------------- | ------ | ------ |
| 2016/17        | Achilles '29   | Nederland      | Vrouwen Eredivisie | 27         | 5          | ?     | ?     | -              | -              | 27     | 5      |
| 2017/18        | Achilles '29   | Nederland      | Vrouwen Eredivisie | 25         | 1          | ?     | ?     | -              | -              | 25     | 1      |
| 2018/19        | sc Heerenveen  | Nederland      | Vrouwen Eredivisie | 23         | 0          | ?     | ?     | -              | -              | 23     | 0      |
| 2019/20        | sc Heerenveen  | Nederland      | Vrouwen Eredivisie | 12         | 1          | ?     | ?     | -              | -              | 12     | 1      |
| 2020/21        | PSV            | Nederland      | Vrouwen Eredivisie | 13         | 0          | 2     | 0     | 2              | 0              | 17     | 0      |
| 2021/22        | PSV            | Nederland      | Vrouwen Eredivisie | 20         | 2          | 4     | 1     | 1              | 0              | 25     | 3      |
| 2022/23        | PSV            | Nederland      | Vrouwen Eredivisie | 18         | 0          | 4     | 0     | -              | -              | 22     | 0      |
| 2023/24        | PSV            | Nederland      | Vrouwen Eredivisie | 22         | 3          | 1     | 0     | -              | -              | 23     | 3      |
| 2024/25        | PSV            | Nederland      | Vrouwen Eredivisie | 10         | 1          | 0     | 0     | -              | -              | 10     | 1      |
| Carrièretotaal | Carrièretotaal | Carrièretotaal | Carrièretotaal     | 170        | 12         | 21    | 1     | 3              | 0              | 184    | 15     |

Laatste update: 19 december 2024

## Interlandcarrière
Melanie Bross maakte haar internationale debuut in Oranje O16, waarmee zij twee wedstrijden speelde in februari 2013. De eerstvolgende keer dat zij als international in actie kwam, was in de eerste wedstrijd van het dan net opgerichte Oranje O23. Op 28 mei 2019 werd Zweden O23 verslagen met 1-0. Bross kwam negen keer uit voor Oranje O23.
1 Evrard ·
2 Thrige ·
3 Hendriks ·
4 Buurman ·
5 Bross ·
6 Folkertsma ·
9 Smits ·
10 Ripa ·
11 Jansen ·
14 Strik ·
16 Alkemade ·
17 Jacobs ·
18 Dessing ·
19 Stoit ·
20 Nijstad ·
21 Lacroix ·
22 Derks ·
23 Kemper-Moorrees ·
24 Henschen ·
25 Frijns ·
26 Pondes ·
27 Xhemaili ·
29 Kalma ·
30 Verheijen ·
Coach: Ten Berge
· Assistent-coach: Van Dael